# Winifred Allen
Winifred Allen (26 de junio de 1896 - 3 de enero de 1943) fue una actriz estadounidense que trabajó en películas mudas. Apareció en varias películas entre 1915 y 1924. Más tarde pasó a ser conocida como Winifred Sperry Tenney.

## Primeros años
Nacida en New Rochelle, Allen se graduó de las escuelas públicas allí y pasó a estudiar en la Art Students 'League. La muerte de sus padres obligó a Allen a dejar la escuela y buscar una carrera en la industria cinematográfica.

## Carrera

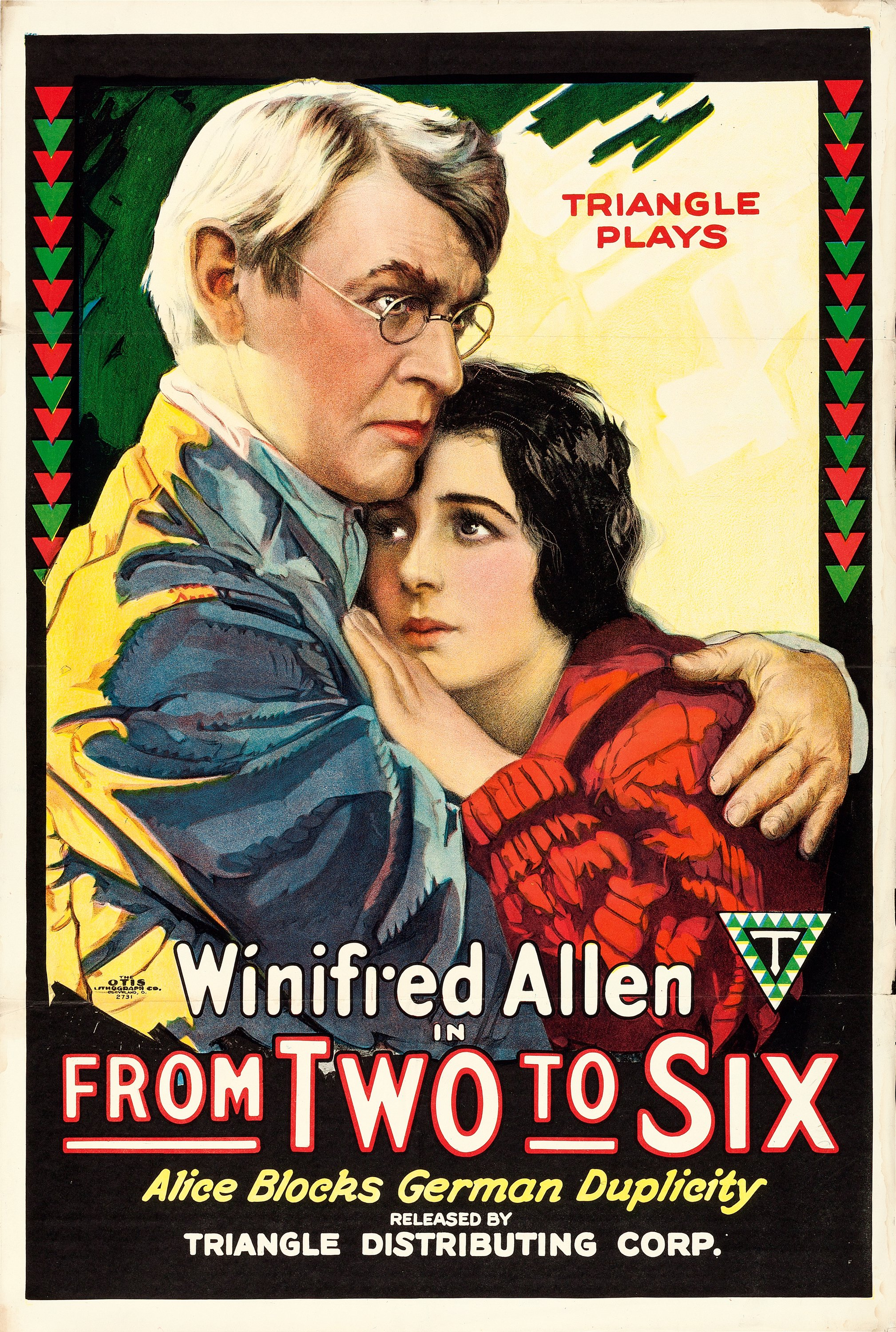
Cartel cinematográfico de From Two to Six (1918)

Allen trabajó en los estudios Edison y Reliance, así como en otras compañías cinematográficas. Apareció en 11 películas, incluidas en la lista del Instituto Estadounidense del Cine , entre 1915 y 1924.

## Vida personal
En 1918 se casó con el piloto de aviación Lawrence Sperry (1892-1923), y la revista Flying había informado que fueron la "primera pareja en tomar una luna de miel aérea" tras haber volado desde Amityville a Governors Island. Después de la muerte de Sperry en un accidente de aviación, Allen se casó con Vernon E. Tenney.

## Filmografía seleccionada
- When We Were Twenty-One (1915)
- Seventeen (1916)
- The Long Trail (1917)
- American - That's All (1917)
- A Successful Failure (1917)
- The Man Who Made Good (1917)
- From Two to Six (1918)
- Second Youth (1924)